# جوبیلات فودورکس
جوبیلات فودورکس (انگلیسی: Jubilant FoodWorks) شرکت رستوران‌های زنجیره‌ای هندی است، که در سال ۱۹۹۵ تأسیس شد.